# Queenie Newallová
Queenie Newallová, vlastním jménem Sybil Fenton Newallová (17. října 1854 Hare Hill – 24. června 1929 Cheltenham) byla britská lukostřelkyně, olympijská vítězka z roku 1908.
Byla nejstarší z deseti dětí. Pocházela ze starého šlechtického rodu, otec Henry Newall byl obchodník a dědeček John Fenton zasedal v britském parlamentu. V roce 1905 vstoupila do lukostřeleckého klubu Cheltenham Archers a v roce 1907 získala první soutěžní vítězství. V roce 1908 vyhrála na londýnské olympiádě jedinou ženskou disciplínu Double National round, které se zúčastnilo 26 závodnic (všechny z pořadatelské země), chyběla však favorizovaná Alice Leghová. Dvoudenní soutěž byla poznamenána nepřízní počasí, Newallová v ní získala 688 bodů a porazila o 46 bodů druhou v pořadí Lottie Dodovou, pětinásobnou wimbledonskou vítězku v tenise. Newallová měla v den vyhlášení výsledků 53 let a 275 dní a je tak nejstarší ženou v historii, která získala zlatou olympijskou medaili (absolutní rekord drží švédský střelec Oscar Swahn, který vyhrál olympiádu jako čtyřiašedesátiletý).
V letech 1911, 1912 a 1914 získala Newallová titul britské mistryně v lukostřelbě. Poslední závod absolvovala v roce 1928, rok před svou smrtí.
Od roku 1908 byla britská lukostřelba bez olympijské medaile až do roku 2004, kdy obsadila Alison Williamsonová třetí místo v soutěži jednotlivkyň.